# AJ&クイーン
『AJ&クイーン』（原題: AJ and the Queen）は、2020年に配信されたアメリカ合衆国のテレビドラマシリーズ。全米を旅するドラァグクイーンと孤児の交流を描くコメディドラマ。企画・制作・主演をルポールが務め、イジー・Gらが出演した。2020年1月10日にNetflixオリジナル作品として全世界へ配信され、第1シーズン限りで打ち切りとなった。

## あらすじ
全米を旅するドラァグクイーンのルビー・レッドと、キャンピングカーに忍び込んだ孤児のAJ。2人は街から街へと旅をする中で、人々の心を動かし、人生をより良い方向へと変えていく。

## キャスト

### メイン
ロバート・リンカーン・リー / ルビー・レッド
演 - ル・ポール、日本語吹替 - 花田光
AJ
演 - イジー・G、日本語吹替 - 山下音彩
ルイス
演 - マイケル＝レオン・ウーリー、日本語吹替 - 乃村健次
ダミアン
演 - ジョシュ・セガーラ、日本語吹替 - モアイ岩下
ブリアナ・ダグラス
演 - カテリーナ・タネンバウム、日本語吹替 - 野村香菜子
レディ・デンジャー
演 - ティア・カレル、日本語吹替 - 今井詩子

### リカーリング
パトリック・ケネディ巡査
演 - マシュー・ウィルカス、日本語吹替 - 隈本吉成

### ゲスト
ポークチョップ
演 - ヴィクトリア・"ポークチョップ"・パーカー、日本語吹替 - 楠見尚己
Edie
演 - ジンクス・モンスーン
Magda
演 - カチャ・ザモロヂコバ
Alma Joy
演 - マリオ・カントーネ
ボブ
演 - マーク・シンガー、日本語吹替 - 木下浩之
ヘレン
演 - エイドリアン・バーボー、日本語吹替 - 宮寺智子
Christian
演 - マイケル・シリル・クレイトン、日本語吹替 - あべそういち
Brian Gerrity
演 - チャド・マイケルズ
Lloyd Johnson
演 - ティム・バグレー
Bernadette Anderson
演 - ローラ・ベル・バンディ
Anna
演 - ブリジット・エヴァレット
Kath
演 - ジミー・レイ・ベネット
Kevin
演 - ナターシャ・レジェーロ
Fabergé Legs
演 - ラトリーチェ・ロワイヤル
Miss Terri Tory
演 - モニク・コールマン
Darrell
演 - ケヴィン・ダニエルズ
Doctor
演 - ジョン・ルービンスタイン
Carolanne
演 - メアリー・ケイ・プレイス
Beth Barnes Beagle
演 - ジェーン・クラコウスキー
Tommy/Fanny Pack
演 - ジンジャー・ミンジ
Danielle Dupri
演 - トリニティ・ザ・タック
Lee Saint Lee
演 - ジュジュビー
Kevin Prescott
演 - パトリック・ブリストー、日本語吹替 - 羽野だい豆
ロレイン・ブラッコ
演 - ロレイン・ブラッコ、日本語吹替 - 美々

## エピソード
| 通算 話数 | タイトル                              | 監督                             | 脚本                                 | 放送日        |
| --------- | ------------------------------------- | -------------------------------- | ------------------------------------ | ------------- |
| 1         | "ニューヨーク" "New York City"        | Michael Patrick King             | RuPaul Charles Michael Patrick King  | 2020年1月10日 |
| 2         | "ピッツバーグ" "Pittsburgh"           | Michael Patrick King             | RuPaul Charles Michael Patrick King  | 2020年1月10日 |
| 3         | "コロンバス" "Columbus"               | ボブキャット・ゴールドスウェイト | Jhoni Marchinko                      | 2020年1月10日 |
| 4         | "ルイビル" "Louisville"               | アダム・デヴィッドソン           | RuPaul Charles Michael Patrick King  | 2020年1月10日 |
| 5         | "マウント・ジュリエット" "Mt. Juliet" | Michael Patrick King             | Eric Reyes Loo                       | 2020年1月10日 |
| 6         | "リトルロック" "Little Rock"          | アダム・シャンクマン             | Stephen Soroka                       | 2020年1月10日 |
| 7         | "ジャクソン" "Jackson"                | アン・フレッチャー               | Drew Droege                          | 2020年1月10日 |
| 8         | "バトンルージュ" "Baton Rouge"        | Michael Spiller                  | Tracy Poust Jon Kinnally             | 2020年1月10日 |
| 9         | "フォートワース" "Fort Worth"         | Dennie Gordon                    | Michael Patrick King Jhoni Marchinko | 2020年1月10日 |
| 10        | "ダラス" "Dallas"                     | Michael Patrick King             | RuPaul Charles Michael Patrick King  | 2020年1月10日 |

## 製作
2018年5月、Netflixが本作の製作を発表した。2020年1月10日に第1シーズンが配信されたが、同年3月6日、Netflixは本作の打ち切りを発表した。

## 評価

### 批評
本作は批評集積サイトのRotten Tomatoesに21件のレビューがあり、批評家支持率は52%、平均点は10点満点で5.39点となっている。また、Metacriticには8件のレビューがあり、加重平均値は46/100となっている。